# Kwame Anthony Appiah
Kwame Anthony Appiah (Londres, 1954) é um filósofo e escritor anglo-ganês, especializado em estudos culturais e literários. Atualmente é professor de Filosofia e Direito pela Universidade de Nova Iorque e é professor emérito de Filosofia pela Universidade de Princeton. Um de seus livros que expressa bem sua identidade filosófica é "Introdução a Filosofia Contemporânea".